# Ильинки (Нижегородская область)
Ильинки — деревня в городском округе город Шахунья Нижегородской области. Население 117 (2010) человек

## Общая физико-географическая характеристика
Географическое положение
По автомобильным дорогам расстояние до областного центра города Нижнего Новгорода составляет 250 км, до административного центра города Шахунья — 24 км.
Часовой пояс
Ильинки, как и вся Нижегородская область, находится в часовой зоне МСК (московское время). Смещение применяемого времени относительно UTC составляет +3:00.

## История
До 1 ноября 2011 года входила в состав ныне упразднённого  Лужайского сельсовета.

## Население
| 1999 | 2002 | 2010 |
| ---- | ---- | ---- |
| 161  | ↗164 | ↘117 |

Национальный состав
Согласно результатам переписи 2002 года, в национальной структуре населения русские составляли 100% из 164 человек.